# Vereinshaus Wolfurt
Das Vereinshaus Wolfurt ist ein Veranstaltungssaal in der Marktgemeinde Wolfurt. Das Gebäude hat kulturhistorischen Wert: Es wurde 1913 als Veranstaltungs- und Versammlungsort der katholisch-konservativen Kräfte gebaut, um die in der zweiten Hälfte des 19. Jahrhunderts aufkommende Arbeiterschaft nicht an sozialdemokratische Kräfte zu verlieren.

## Die Casino-Bewegung
Vorarlberg war vor der Industrialisierung ein übervölkertes und katastrophal verschuldetes Land. Als in der zweiten Hälfte des 19. Jahrhunderts die Textilindustrie an Bedeutung gewann, fanden viele Wolfurter Arbeit in den Kennelbacher Fabriken der Firma Schindler. 1901 gab es in Wolfurt 2070 Einwohner, 239 davon waren italienische Fabrikarbeiter. Die katholisch-konservativen Kräfte befürchteten eine Ausweitung der sozialdemokratischen Arbeiterbewegung. Um dem entgegenzutreten, formierten sie sich in der Casino-Bewegung, die auch als Vereinshaus-Bewegung bezeichnet wird. Bei Reinhard Johler (1991, S. 3) werden die Vereinshäuser als Bastionen des politischen Katholizismus bezeichnet. Katholische Arbeitervereine wurden in mehreren Vorarlberger Gemeinden gegründet. Vorarlbergs erster katholischer Arbeiterverein entstand 1893 in Dornbirn, der zweite 1896 in Hohenems und 1899 folgte der katholische Arbeiterverein Wolfurt. In den Statuten wird der Zweck des Vereines angegeben; unter anderem sollte die Religiosität und Sittlichkeit der Arbeiter sowie Frohsinn und Geselligkeit gefördert werden. Im Jahr 1908 gab es in Vorarlberg bereits 12 Arbeitervereine mit über 1000 Mitgliedern. Die Bezeichnung „Arbeiterverein“ ist allerdings irreführend; gemeint waren Personen, die sich für Anliegen der Arbeiter einsetzten. So war der erste Vereinsausschuss des Wolfurter Arbeitervereins nicht mit Arbeitern, sondern mit Dorfgrößen wie Sticker und Handwerker besetzt. Die Folgen der Casino-Bewegung wirken bis heute nach. Im Vergleich mit anderen industrialisierten Regionen Österreichs nahm Vorarlberg einen Sonderweg ein; während sich in anderen Ländern eine bedeutende sozialistische Arbeiterbewegung formierte, gewannen in Vorarlberg die Katholisch-Konservativen 1870 die absolute Mehrheit im Land und gaben diese auch in der Folgezeit nicht mehr ab. Auch in Wolfurt gelang es den Katholisch-Konservativen sozialdemokratische und liberale Kräfte mit Hilfe der Casino-Bewegung zurückzudrängen.

## Bau des Vereinshauses

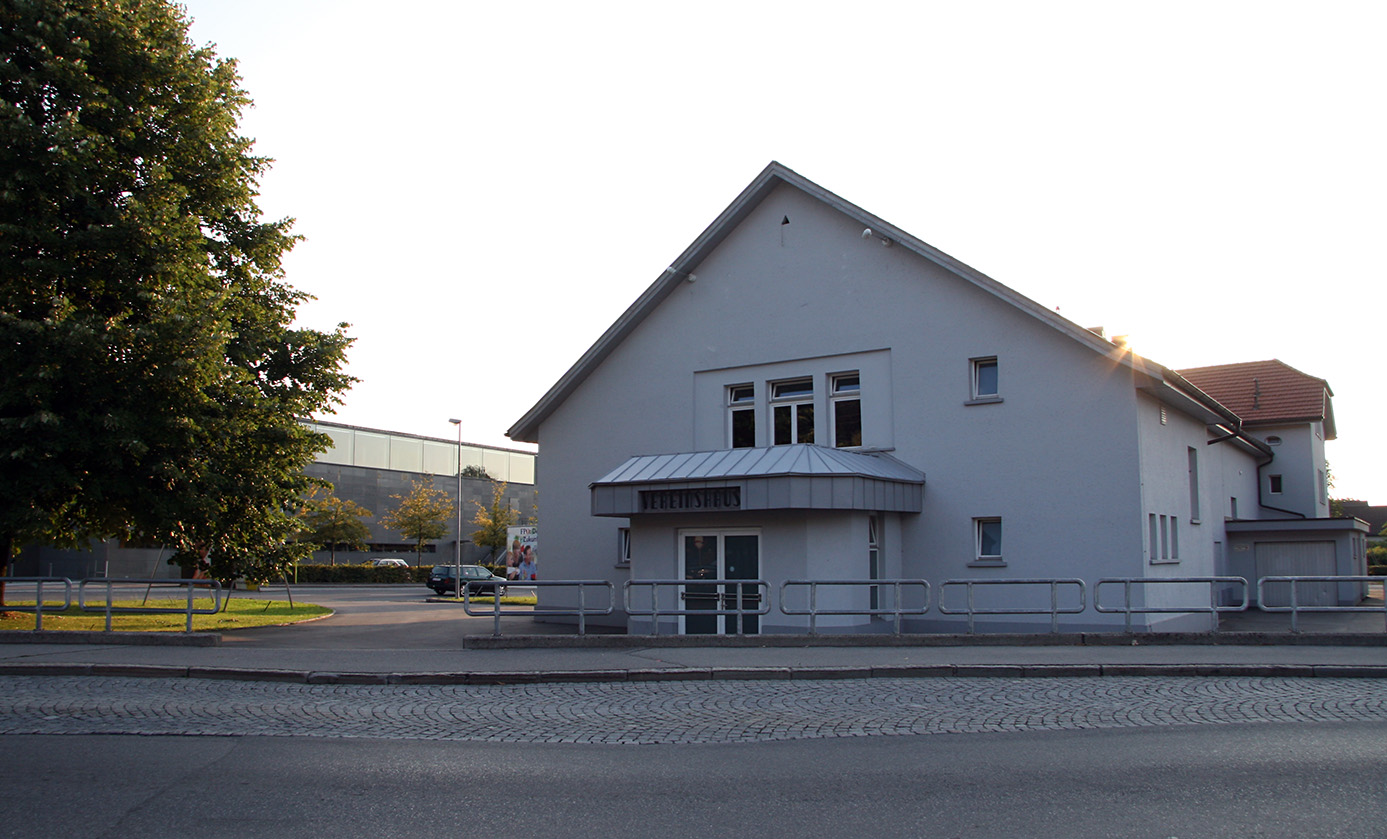
Die Wolfurter Veranstaltungssäle Vereinshaus und Cubus (links hinten).

Der katholische Arbeiterverein Wolfurt organisierte Veranstaltungen in den heute nicht mehr existierenden Gasthäusern „Rössle“ und „Sternen“. Unter anderem gab es Vorträge zu Themen wie die Leichenverbrennung, der Balkan oder London. 1909 wurde der Turnerbund Wolfurt als Sektion des Arbeitervereines gegründet. Der Reinerlös eines Schauturnens im Jahr 1911 wurde dem Bau eines Vereinshauses gewidmet. 1913 erbaute der Arbeiterverein das Vereinshaus auf dem 1910 angekauften Grundstück, allerdings konnte nur ein Teil des geplanten Gebäudes gebaut werden – der Erste Weltkrieg verhinderte die Fertigstellung. Nachdem der Arbeiterverein die Mittel zur Fertigstellung nicht aufbringen konnte, wurde 1921 das „Kartell christlicher Vereine in Wolfurt“ gegründet. Dazu gehörten neben dem katholischen Arbeiterverein die Bürgermusik, der Turnerbund sowie der Liederhain. Mit Haussammlungen, der Veranstaltung eines Volksfestes sowie der unentgeltlichen Arbeitsleistung der Kartellvereine konnte das Vereinshaus zu Pfingsten 1922 fertiggestellt eröffnet werden.

## Nutzung des Vereinshauses

Die Bühne des Vereinshauses beim Turnerball 1968.

Das Vereinshaus Wolfurt wurde mit einem Festsaal (16 Meter Länge und 11 Meter Breite), einer Bühne, einer Galerie, einer Bar sowie diversen Vereinsräume erbaut. Nach der Machtübernahme der NSDAP im Jahr 1938 unter NS-Bürgermeister Theodor Rohner wurde das Kartell Christlicher Vereine aufgelöst, die Nationalsozialisten beschlagnahmten das Vereinshaus und nutzten es für Propagandaveranstaltungen. Im kleinen Saal richteten sie den ersten Wolfurter Kindergarten ein. In der Nachkriegszeit wurde das Vereinshaus für verschiedene Veranstaltungen genutzt: Faschingsbälle der Ortsvereine, Ausstellungen, Theatervorführungen, Vorträgen und diverse weitere Veranstaltungen fanden im Vereinshaus statt. Bis 1946 war der Saal auch Trainingsstätte und Wettkampfhalle der Turnerschaft Wolfurt. Nachdem die Gemeinde Wolfurt von 2.522 Einwohnern im Jahr 1951 auf 7.368 im Jahr 1991 angewachsen war, wurde der Bau eines neuen Veranstaltungssaales geplant. Auch ein Abriss des Vereinshauses zugunsten des neuen Saales wurde überlegt. Letztlich gelang es der Gemeinde aber, ein Grundstück zu erwerben und den neuen Saal „Cubus“ gegenüber dem Vereinshaus zu bauen. Der 1998 eröffnete Cubus fasst bis zu 800 Personen. Er wurde vom Vorarlberger Architekturbüro cukrowicz nachbaur und Lothar Huber realisiert. Das 2005 sanierte Vereinshaus gehört heute der Marktgemeinde Wolfurt und wird für verschiedene Veranstaltungen vergeben. Bestuhlt fassen Saal und Galerie 223 Personen, betischt und bestuhlt 153 Personen.